# سارة مالدورور أو الحنين إلى المدينة الفاضلة (فلم)
سارة مالدورور أو الحنين إلى المدينة الفاضلة (بالفرنسية: Sarah Maldoror ou la nostalgie de l'utopie)، هُو فيلم وثائقي قصير أخرجته المُخرجة آن لوري فولي، كان قد صدر سنة 1999.

## وصلات خارجية
- مقالات تستعمل روابط فنية بلا صلة مع ويكي بيانات